# Sollevamento pesi ai Giochi della X Olimpiade - Pesi medi
La competizione della categoria pesi medi (fino a 75 kg) di sollevamento pesi ai Giochi della X Olimpiade si è svolta il giorno 31 luglio 1932 al  Grand Olympic Auditorium di Los Angeles

## Regolamento
La classifica era ottenuta con la somma delle migliori alzate delle seguenti 3 prove:
- Distensione lenta
- Strappo
- Slancio

Su ogni prova ogni concorrente aveva diritto a tre alzate.

## Risultati
| Pos.    | Atleta             | Nazione     | Totale | Distensione lenta | Distensione lenta | Distensione lenta | Strappo | Strappo | Strappo | Slancio | Slancio | Slancio |
| Pos.    | Atleta             | Nazione     | Totale | 1                 | 2                 | 3                 | 1       | 2       | 3       | 1       | 2       | 3       |
| ------- | ------------------ | ----------- | ------ | ----------------- | ----------------- | ----------------- | ------- | ------- | ------- | ------- | ------- | ------- |
| Oro     | Rudolf Ismayr      | Germania    | 345,0  | 95                | 102,5             | 107,5             | 100     | 110     | 115     | 132,5   | 140     | 140     |
| Argento | Carlo Galimberti   | Italia      | 340,0  | 95                | 102,5             | 105               | 95      | 102,5   | 105     | 127,5   | 132,5   | 132,5   |
| Bronzo  | Karl Hipfinger     | Austria     | 337,5  | 85                | 90                | 92,5              | 100     | 105     | 107,5   | 135     | 140     | 145     |
| 4       | Roger François     | Francia     | 335,0  | 95                | 102,5             | 105               | 95      | 102,5   | 105     | 125     | 125     | 130     |
| 5       | Stanley Kratkowski | Stati Uniti | 305,0  | 82,5              | 87,5              | 87,5              | 102,5   | 102,5   | 110     | 120     | 125     | 125     |
| 6       | Julio Juaneda      | Argentina   | 285,0  | 70                | 75                | 80                | 85      | 90      | 95      | 115     | 120     | 125     |
| 7       | Samuel Termine     | Stati Uniti | 192,5  | 82,5              | 87,5              | 90                | 100     | 105     | 110     | 132,5   | 132,5   | 132,5   |